# King Delux FC
King Delux Football Club byl arménský fotbalový klub sídlící ve městě Abovjan. Klub byl založen v roce 2011, zanikl v roce 2012 kvůli finančním problémům.

## Umístění v jednotlivých sezonách
Zdroj:
Legenda: Z – zápasy, V – výhry, R – remízy, P – porážky, VG – vstřelené góly, OG – obdržené góly, +/− – rozdíl skóre, B – body, červené podbarvení – sestup, zelené podbarvení – postup, fialové podbarvení – reorganizace, změna skupiny či soutěže
| Arménie (2012–2013) |               |        |    |    |   |    |    |    |     |    |        |
| Sezóny              | Liga          | Úroveň | Z  | V  | R | P  | VG | OG | +/− | B  | Pozice |
| 2012/13             | Aradżin chumb | 2      | 36 | 10 | 3 | 23 | 44 | 79 | −35 | 33 | 9.     |